# State Craft
ステイト・クラフト (State Craft、もしくはST8) は、日本のニュースクール・ハードコアバンド。1995年3月に結成され、同年の10月にデモ『Unity and Fight』を製作する。1990年代後半から2001年の活動休止まで、主に東京で精力的にライブ活動を続け、東京のヘヴィメタル/ラウドミュージックシーンで確固たる地位を築いていた。
2000年にはベルギーのGood Life Recordingsから初のフルアルバムとなる『To Celebrate the Forlorn Seasons』をリリースし、ライブでも順調に人気を集めていたが、2001年5月26日にベーシストのMIYAが西武遊園地駅（現・多摩湖駅）で起こした傷害致死事件（後述）で逮捕されたため活動を停止する。バンドのコンセプトとして「反暴力」を掲げていたが、所属メンバーの「暴力」によって活動を終えるという皮肉な結果となった。
現在メンバーの一部はLOYAL TO THE GRAVEで活動中。

## メンバー
ONUKI - ボーカル
活動休止後も活動している様子。
MIYA（本名：宮園佳征） - ベース（1997年 - ）
2001年当時は専門学校。
2001年5月26日、野球観戦後に西武球場前駅から西武山口線に乗車した際、車内でトラブルになった会社員の男性に対し、西武遊園地駅（現・多摩湖駅）のホーム上で暴行を加え死亡させる事件を起こし逮捕され、傷害致死罪で懲役5年の判決を受けた。
HIROYUKI１６８ - ギター
お笑い芸人ゆってぃの幼馴染で現在も親交がある。
活動休止後はLOYAL TO THE GRAVEでHiroyuki Kohamaとして活動。
TAKITA - ドラム（？年 - ）
State CraftにはAT ONE STROKEとの掛け持ちで在籍。活動休止後もAT ONE STROKEで活動。
HIROYUKI  - ギター、ボーカル
活動休止後はLOYAL TO THE GRAVEでHiroyuki　Shinoharaとして活動。

## ディスコグラフィー

### デモ
- 1995年 Unity and Fight （デモ）

### EP
- 1996年 Never Forget... （EP）
- 1999年 Embracing Serene... （EP）
- 1997年 Split with Standing Point
- 1999年 Split with AFTeRSHOCK
- 1999年 Embracing Serene... （EP）
- 2000年 When Angels Shed their Wings （AFTeRSHOCKとのスプリットシングル）

### ミニアルバム
- 1998年 Until the Darkness is Gone （ミニアルバム）

### フルアルバム
- 2000年 To Celebrate the Forlorn Seasons